# 青柳豊
青栁 豊（あおやぎ ゆたか、1917年（大正6年） - 1942年（昭和17年）6月23日）は、日本の陸軍軍人。最終階級は陸軍中尉。

## 経歴
日本陸軍のエース・パイロット。青栁惣吉（村会議員）の次男として福岡県三池郡高田村（現みやま市高田町）に生まれる。
少年飛行兵として1935年（昭和10年）11月に所沢陸軍飛行学校を卒業し、明野で戦技教育を受け、飛行第11連隊に配属された。
1939年（昭和14年）5月からノモンハン事件に参加。7月25日、不時着した篠原弘道准尉を救出しようと着陸したが、敵戦車の砲撃を受けて機体が炎上、腰に貫通銃創を受けるが、岩瀬孝一曹長に救出された。そしてハルピン陸軍病院に入院したが、停戦前に部隊に復帰。
1940年（昭和15年）末、陸軍航空士官学校に入学し、1941年（昭和16年）7月に卒業、飛行第11戦隊に復帰し、12月から南方戦線で任務に就いた。
1942年（昭和17年）4月、教導飛行第204戦隊に転属。6月23日、戦技訓練中に誤射を受けて殉職した。総撃墜数28機。

## 親族
- 父 青栁惣吉（村会議員）
- 兄 青栁進（村会議員）